# توني دنيس
توني دنيس (بالإنجليزية: Tony Dennis)‏ (1 ديسمبر 1963 في المملكة المتحدة - ) هو لاعب كرة قدم بريطاني في مركز الوسط. لعب مع كامبريدج يونايتد وكولتشستر يونايتد ونادي بليموث أرجايل ونادي تشيسترفيلد ونادي غاينسبورو ترينيتي ولينكولن سيتي أف سي وإيكستون تاون ‏ ونادي سلاو تاون ونادي إكزتر سيتي وBideford A.F.C. ‏ ونادي تاونتون تاون ‏.

## وصلات خارجية
- توني دنيس على موقع قاعدة بيانات كرة القدم.إي يو (الإنجليزية)